# Agathia incudaria
Agathia incudaria là một loài bướm đêm trong họ Geometridae.